# Punta Fortuna
El punta Fortuna (en inglés: Luck Point) es una punta en el lado oeste de la entrada a la bahía Foca Leopardo, en la Bahía de las Islas, Georgia del Sur. El nombre parece haber sido utilizado por primera vez por el personal de Investigaciones Discovery que trazó este punto durante 1929-1930.